# Livio Filiput
Livio Filiput (Ronchi dei Legionari, 11 ottobre 1925) è un ex calciatore italiano, di ruolo ala.
È fratello di Armando, atleta italiano specialista dei 400 metri ostacoli.

## Carriera
Esordisce in Serie A nella stagione 1946-1947, disputando un incontro con la maglia del Bologna. Disputa quindi una stagione in Serie B alla Pistoiese e due in Serie C all'Arezzo, per poi tornare a Bologna nell'estate del 1950.
Con i felsinei disputa quattro incontri della Serie A 1950-1951, mettendosi in luce nelle ultime due partite di campionato, curiosamente entrambe terminate col punteggio di 7-2: nella prima di esse (sconfitta esterna con la Sampdoria) Filiput va a segno in una occasione, mentre nella seconda (vittoria interna sulla Lazio) realizza una tripletta.
Resta coi rossoblu anche la stagione successiva, scendendo in campo in 7 occasioni ma in questo caso senza mai andare a segno. A fine stagione accetta quindi un triplo declassamento passando al Bari in IV Serie, ottenendo in due stagioni consecutive una doppia promozione fino alla Serie B, categoria dove milita (pur con 2 sole presenze all'attivo) nella stagione 1955-1956, l'ultima disputata da Filiput ad alto livello.
In carriera ha totalizzato complessivamente 12 presenze e 4 reti in Serie A e 14 presenze ed una rete in Serie B.

## Palmarès

### Club

#### Competizioni nazionali
- Scudetto IV Serie: 1

Bari: 1953-1954
- Serie C: 1

Bari: 1954-1955